# Nasonia
Genre
Nasonia est un genre de guêpes parasites de la famille des Pteromalidae.

## Taxonomie
Ne pas confondre ce genre, créé par William Harris Ashmead en 1904 avec le genre de mollusques invalide Nasonia, synonyme de  créé par Frank Collins Baker en 1928. 

## Répartition
Nasonia vitripennis a une répartition mondiale, tandis que les trois autres espèces sont cantonnées à l'Amérique du Nord. N. longicornis est présente dans l'est des États-Unis, N. longicornis dans l'ouest et N. oneida a été découverte plus récemment, dans l’État de New York. Là où leurs aires de répartition se recoupent ces espèces sont microsympatriques, on peut les retrouver ensemble dans un nid d'oiseau, voire parasitant la même larve de diptère.

## Liste des espèces
Selon Catalogue of Life (19 février 2020) :
- Nasonia giraulti Darling, 1990
- Nasonia longicornis Darling, 1990
- Nasonia vitripennis (Walker, 1836)

Selon NCBI (19 février 2020) :
- Nasonia giraulti Darling, 1990
- Nasonia longicornis  Darling, 1990
- Nasonia oneida Desjardins & Raychoudhury, 2010
- Nasonia vitripennis (Walker, 1836)
- Nasonia vitripennis × Nasonia giraulti

## Publication originale
- (en) William Harris Ashmead, « Classification of the Chalcid Flies or the Superfamily Chalcidoidea, with descriptions of New Species in the Carnegie Museum, collected by Herbert H. Smith », Memoirs of the Carnegie Museum, Pittsburgh, Inconnu, vol. 1, no 4,‎ janvier 1904, p. 225-551 (ISSN 0885-4645, OCLC 1605099, lire en ligne).